# Queveda
Queveda es una localidad del municipio de Santillana del Mar (Cantabria, España). Está situada a 3 kilómetros de la capital municipal, Santillana del Mar. Se encuentra a 41 metros sobre el nivel del mar. En el año 2008 contaba con una población de 603 habitantes (INE). 

## Historia
Fundada en el siglo X, aparece nombrada como Quepeta en un documento del 1006. En el siglo II se le llama Quebeta, citando que se había unido a otros pueblos vecinos para construir la iglesia de Santo Domingo para los peregrinos que pasaban por Suances. El Conde de Floridablanca censó en 1787 136 habitantes; para entonces la jurisdicción del pueblo estaba repartida entre la civil y la religiosa (de los abades de Santillana). 

## Monumentos

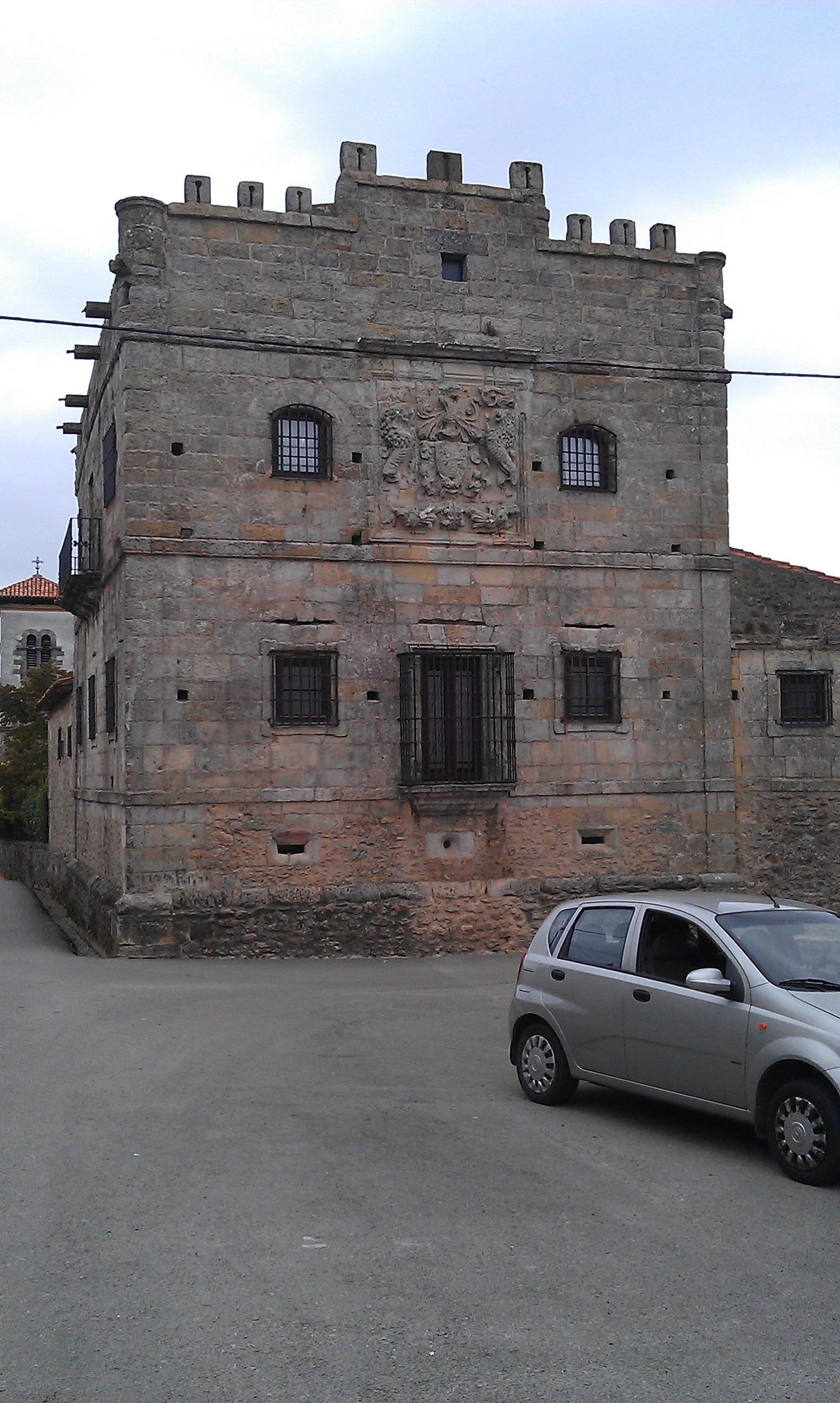
La Torre de Don Beltrán de la Cueva.

De su patrimonio arquitectónico destacan:
- Torre de Don Beltrán de la Cueva, declarada Bien de interés cultural el 9 de enero de 1981. Está datada de finales del siglo XV o principios del XVI. Es una torre de planta rectangular y tres pisos, muro de sillería y rematada por almenas. Tiene adosada una casona del siglo XVII. Está junto a la iglesia parroquial de Queveda.
- Iglesia de San Andrés, parroquial, construida en 1927 en sustitución de una anterior medieval, de estilo ecléctico. Su interés artístico es más bien escaso.
- Ermita de las Quintas o de la Virgen de las Nieves (siglo XVIII), con muros de mampostería y sillería en los esquinales.

## Demografía
| 2000 | 2001 | 2002 | 2003 | 2004 | 2005 | 2006 | 2007 | 2008 | 2009 |
| ---- | ---- | ---- | ---- | ---- | ---- | ---- | ---- | ---- | ---- |
| 640  | 643  | 636  | 605  | 603  | 598  | 586  | 598  | 603  | 591  |

Fuente: INE

## Personajes ilustres
- Lauro Fernández González sacerdote católico español, escritor bajo el seudónimo de "Amador del Campo", miembro del Congreso de los Diputados de España por la provincia de Santander durante la primera legislatura en el período histórico conocido como Segunda República Española.
- Amalio Sáiz de Bustamante (Queveda, 1864 – Jerez de la Frontera, 1936). Abogado y publicista. Concejal del Ayuntamiento de Jerez de la Frontera (1905 - 1909), miembro del Ateneo de Jerez y Diputado Provincial de Cádiz (1909 - 1911). Hijo Esclarecido y Adoptivo de Jerez de la Frontera (1926). La fachada de la estación de ferrocarril de Jerez exhibe una placa de mármol en su honor con motivo del homenaje que le brindó la ciudad de Jerez en 1932.[2]